# Замок Баллігелі
Замок Баллігелі (англ. Ballyhealy Castle) — один із замків Ірландії, розташованих у графстві Вексфорд, в 11 кілометрах від селища Кілмор-Віллідж. Замок побудований з дикого каменю — з червоного пісковику. Вхід у замок розташований з південного заходу замку. Замок відреставрований.

## Історія замку Баллігелі
Вважається, що замок на Баллігелі був побудований сером Річардом Віттом у ХІІІ столітті. Потім, майже одразу після побудови замок перейшов у володіння аристократичної родини Чіверс внаслідок шлюбу. Родина Чіверс володіла замком Баллігелі довгий час, починаючи з ХІІІ століття. Нащадками баронів Чіверс є Чіверси, які нині живуть в Англії. Зокрема, сер Гаммонд Чіверс, що живе в Норфолку (Англія). Сер Вільям Чівер був свідком хартії Вільяма Маршала, яка була дана абатству Тінтерн у 1207—1211 роках. Родина Чівер також володіла землями у волості Банноу. Артур Чиверс був вигнаний зі своїх земель у Калленстаун у середині XVII століття. Родина Чівер утвердилася на землях Баллісескін та Кілліан. Під час завоювання Ірландії Кромвелем почались конфіскації земель і замків ірландської аристократії, яка підтримала повстання за незалежність Ірландії. Замок і землі Баллігелі були конфісковані в родини Чівер і даровані полковнику Банбері — вірному солдату Олівера Кромвеля. Хоча немає ніяких доказів, але вважається, що Банбері зруйнував дві вежі, що були частиною замку Баллігелі, а третя вежа була знесена в ХІХ столітті. Якщо це правда, то давній замок Баллігелі складався з чотирьох веж, з яких лишилася одна. Внутрішня частина замку — башти, яка збереглася відреставрована і замок нині здається в оренду.